# Universitat de Còrdova
La Universitat de Còrdova (UCO) situada a Còrdova, Andalusia, fundada com a tal el 1972, té dos segles d'història que avalen la seva trajectòria que ja enfonsa les seves arrels en la Universitat Lliure que va funcionar en la província finals del segle xix i compta amb estudis centenaris com els de la Facultat de Veterinària, únics a Andalusia.
La seva joventut i les seves dimensions mitjanes -l'UCO té 21.000 alumnes, una mica més de 1.200 professors i 700 treballadors- l'han dotat del dinamisme necessari per a anar adaptant-se i entrar en el segle xxi com una universitat d'alta qualitat docent i provada solvència científica.
Els estudis de la Universitat de Còrdova van des de les humanitats i les ciències jurídico-socials a les ciències de la salut i les carreres cientificotècniques, tres àrees que es corresponen amb la seva estructuració en tres grans campus: el jurídic social, integrat al centre urbà; el de la salut, a l'oest de la capital, i l'agroalimentari, científic i tècnic de Rabanales, en l'àrea est.
L'UCO compta amb l'Escola Politècnica de Belmez, situada a seixanta quilòmetres de la capital cordovesa. El Campus de Rabanales constitueix la millor prova del procés de modernització que caracteritza a la Universitat. Les seves instal·lacions donen cabuda a la més avançada infraestructura per a la investigació i la docència, al mateix temps que integren tot un seguit de serveis complementaris que ho converteixen en un dels complexos docents més destacats d'Andalusia.
Rabanales concentra bona part de la producció científica de la Universitat, situada a l'avantguarda de la investigació en la comunitat autònoma andalusa i entre les institucions investigadores més rellevants a nivell nacional. Tant la investigació com la docència són enteses en la Universitat de Còrdova com els dos grans pilars de la institució, sempre amb una mateixa meta: la qualitat.
A aquest objectiu s'uneix el paper protagonista que l'UCO està jugant en el desenvolupament de l'Espai Europeu d'Educació Superior. Docència, investigació, qualitat i Europa són, per tant, les màximes que regeixen en l'actualitat la vida de la Universitat.
L'any 2015 va ser guardonada amb el Premi Nacional d'Innovació i Disseny a la compra pública innovadora.